# Ricardo Acuña
Ricardo Acuña (ur. 23 stycznia 1971) – meksykański judoka. Olimpijczyk z Atlanty 1996, gdzie zajął dziewiąte miejsce w kategorii 60 kg.
Zdobył brązowy medal na mistrzostwach panamerykańskich w 1994 i 1996 i na Igrzyskach Ameryki Środkowej i Karaibów w 1993 roku.

## Letnie Igrzyska Olimpijskie 1996
| Konkurencja      | Walki                       | Walki               | Walki                  | Walki                       | Klas. końcowa |
| Konkurencja      | 1/32                        | 1/16                | 1/8                    | 1/4                         | Miejsce       |
| ---------------- | --------------------------- | ------------------- | ---------------------- | --------------------------- | ------------- |
| waga ekstralekka | Giorgi Wazagaszwili (GEO) P | Brian Power (AUS) W | Nazim Hüseynov (AZE) W | Girolamo Giovinazzo (ITA) P | IX            |